# Pierre Johnsson (ishockeyspelare)
John Pierre Johnsson, född 7 februari 1984 i Karlstad, Värmland, är en svensk före detta professionell ishockeyspelare som avslutade sin karriär i Frölunda HC i SHL. Den 12 november 2013 tvingades Johnsson med omedelbar verkan sluta spela hockey professionellt på grund av problem med ljumskarna. Han hade då försökt komma tillbaka i 13 månader, men det funkade inte.
Johnsson valdes av Calgary Flames i den sjunde rundan i 2002 års NHL-draft som 207:e spelare totalt.

## Klubbar
- Färjestad BK (2000–2002)
- Mora IK (2002–2008)
- Troja-Ljungby (2005)
- AIK Hockey (2006)
- Luleå Hockey (2008–2011)
- Frölunda HC (2011–2013)